# Aven de Marzal
Aven de Marzal – jaskinia krasowa we Francji, w Masywie Centralnym.
W jaskini znajdują się duże komory z bardzo bogatą szatą naciekową.